# 686 Batalion Obsługi Lotnisk

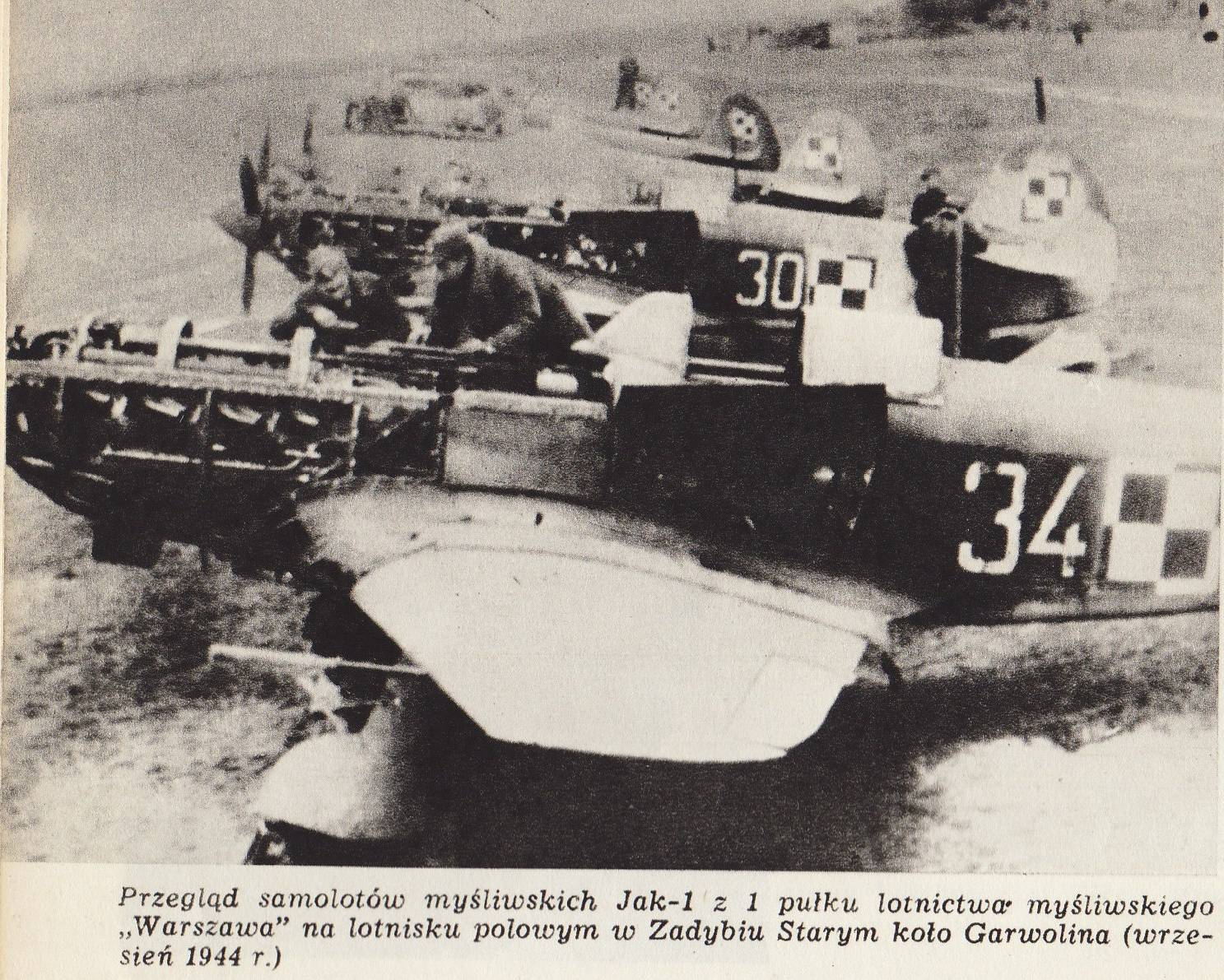
Obsługa samolotów Jak 1 na lotnisku w Starym Zadybiu

686 Batalion Obsługi Lotnisk (686 bol) – pododdział wojsk lotniczych ludowego Wojska Polskiego.
Batalion wchodził w skład 7 Rejonu Baz Lotniczych. Etat 015/343 przewidywał 44 oficerów, 76 podoficerów i 188 szeregowych. 
W listopadzie 1944 roku batalion stacjonował na lotnisku polowym Stare Zadybie, gdzie obsługiwał 1 plm "Warszawa" i 3 plsz.
Na dzień 1 maja 1945 roku w jednostce było 35 oficerów, 72 podoficerów i 158 szeregowych.
Jesienią 1945 roku 686 batalion obsługi lotnisk przemianowano na 8 batalion obsługi lotnisk. W końcu stycznia 1946 roku batalion rozwiązano. 

## Struktura organizacyjna
- dowództwo i sztabu
- sekcja zaopatrzenia technicznego
- sekcja intendentury
- sekcja uzbrojenia i amunicji
- sekcja finansowa
- kompania łączności
- kompania samochodowa
- kompania ochrony lotniska
- sekcja meteorologiczna
- służba sanitarna
- sekcja żywnościowa
- sekcja materiałów